# Next Generation Air Dominance
Next Generation Air Dominance (NGAD) – grupa dwóch programów amerykańskich sił zbrojnych zmierzających do opracowania dwóch samolotów myśliwskich 6. generacji, dla amerykańskich sił powietrznych oraz pokładowego samolotu dla marynarki wojennej. Konstrukcja NGAD skupiona ma być w pierwszym rzędzie na zapewnieniu siłom zbrojnym dominacji w powietrzu, dysponować ma jednak ograniczonymi zdolnościami uderzeń na cele lądowe. Według koncepcji NGAD, samoloty mają pozostawać platformami załogowymi, z szerokimi możliwościami współpracy z dronami towarzyszącymi opracowywanymi w osobnym programie Collaborative Combat Aircraft (CCA).
21 marca 2025 roku prezydent Donald Trump ogłosił wybór projektu Boeing Defense, Space & Security do dalszych prac programie NGAD dla United States Air Force nad konstrukcją oznaczoną jako F-47. W tym samym czasie, nie został dotąd zatwierdzony prowadzony przez amerykańską marynarkę program F/A-XX w ramach NGAD.